# 恒基兆業發展
恒基兆業發展有限公司（簡稱恆發，其前身為永泰置業有限公司；港交所：0097）是一家在香港交易所上市的綜合企業公司，於1970年創立，母公司是恒基兆業地產有限公司。主要業務是基建項目及投資控股。公司在香港註冊，主席為李家誠先生。
2007年12月7日，恆發股東通過恆基兆業地產向恆發收購中華煤氣的39.06%股權。其後恆發在同年12月11日進行首次除淨，將恆地0.209股份及現金$1.03港元交予股東，除淨後股價由今日收市價$17.5港元降至逾$1港元水平，並在12月17日再將恆地股份分予股東。不過，$1.21港元尚待法庭於2008年1月批准削減股本議案後才給予股東。完成兩次除淨後，恆發股價將由逾$1港元將降至$1港元以下，並成為空殼公司。其後恆發以基建業務為主，並不排除考慮其他投資機會。
2014年9月，恒基兆業發展以9.34億港元向大股東恒基兆業地產收購千色百貨。
2018年5月，恒基兆業發展以3億港元收購日本第二大便利店營運FamilyMart UNY香港業務，包括APITA及PIAGO。

## 外部連結
- 恒基兆業發展 （页面存档备份，存于）
- 恆發售煤氣後以基建為主，或考慮其他投資機會